# Jean-Denis Délétraz
Jean-Denis Délétraz, švicarski dirkač Formule 1, * 1. oktober 1963, Ženeva, Švica.

## Življenjepis
V svoji karieri je nastopil na treh dirkah, Veliki nagradi Avstralije v sezoni 1994, kjer je odstopil, ter Veliki nagradi Portugalske, kjer je tudi odstopil, in Veliki nagradi Evrope v sezoni 1995, kjer ni bil uvrščen.

## Popolni rezultati Formule 1
(legenda) (odebeljene dirke pomenijo najboljši štartni položaj, poševne pa najhitrejši krog, †-uvrščen kljub odstopu)
| Leto | Moštvo                 | Šasija         | Motor   | 1   | 2   | 3   | 4   | 5   | 6   | 7   | 8  | 9   | 10  | 11  | 12  | 13      | 14    | 15  | 16      | 17  | Prv | Toč |
| ---- | ---------------------- | -------------- | ------- | --- | --- | --- | --- | --- | --- | --- | -- | --- | --- | --- | --- | ------- | ----- | --- | ------- | --- | --- | --- |
| 1994 | Tourtel Larrousse      | Larrousse LH94 | Ford V8 | BRA | PAC | SMR | MON | ŠPA | KAN | FRA | VB | NEM | MAD | BEL | ITA | POR     | EU    | JAP | AVS Ret |     | -   | 0   |
| 1995 | Pacific Grand Prix Ltd | Pacific PR02   | Ford V8 | BRA | ARG | SMR | ŠPA | MON | KAN | FRA | VB | NEM | MAD | BEL | ITA | POR Ret | EU NC | PAC | JAP     | AVS | -   | 0   |